# Éric Rohmer
Maurice Henri Joseph Schérer, mer känd under pseudonymen Éric Rohmer, född 21 mars 1920 i Tulle i Corrèze, död 11 januari 2010 i Paris, var en fransk filmregissör, manusförfattare och författare, som var en ledande personlighet inom den så kallade "nya vågen" inom fransk film. 

## Biografi
Maurice Schérer växte upp i ett småborgerligt, katolskt hem i småstaden Tulle och debuterade 1946 med romanen Élisabeth utan större framgång. Han tänkte sig en yrkesväg inom den akademiska världen och försörjde sig som lärare i klassiska språk. Efterhand fick han dock upp ögonen för filmkonsten och började skriva artiklar och essäer om filmkonst, drev en filmklubb i Paris och blev 1958–62 chefredaktör för filmtidskriften Cahiers du cinéma. Då den yngre filmargenerationen under ledning av Jacques Rivette genom en kupp tog över kontrollen av tidskriften bestämde sig Schérer för att själv satsa på en karriär som filmskapare. Han tog sig artistnamnet Éric Rohmer och började förvandla en samling outgivna egna noveller till en tematisk cykel av inledningsvis kortare filmer under temat "Moraliska berättelser". Detta med moraliska dilemman, filosofiska betraktelser och sensuellt färgade samtal och situationer blev ett tema som skulle komma att löpa genom hela hans filmproduktion i ett mycket personligt stil. Tillsammans med Barbet Schroeder bildade han ett litet produktionsbolag, som de drev livet ut och oftast arbetade med mycket begränsade ekonomiska resurser för större konstnärlig frihet.
Éric Rohmer ville att hans filmer skulle vara helt naturliga. Han använde sig inte av några jump cuts eller ändrade vinklar. Han ville också att allt ljud skulle vara naturligt, använde sig inte av några pålagda ljud eller musik och tog sällan mer än en tagning av scener, även om oväntade skeenden eller väderomslag inträffade. Utmärkande för hans filmskapande var att hans berättelser handlande om "vardagsmänniskor" som i samtida miljöer hade att möta och hantera allmänmänskliga problem relaterade till kärlek, lust, svek och trohet. Flera medverkande i hans filmer var ofta inte professionella skådespelare, utan personer, framför allt yngre kvinnor,  han fattat intresse för, lärt känna väl genom konversationer etc och vars egna liv och samtal ofta kom att bilda grund för mycket av handlingen och dialogen i filmerna. Många filmer rör sig därför i ett eget gränsland mellan dokumentär- och spelfilm. Han höll dock – i linje med de återkommande dilemmana i filmerna – en strikt disciplin och åtskillnad mellan sitt yrkesliv och privatlivet med hustru och barn. Inte ens hans mor sägs ha få veta något om hans dubbla identitet som filmaren Rohmer, utan visste bara att sonen var skollärare. 
Rohmer fick sitt genombrott med La Collectionneuse 1967, följd av en serie hyllade filmer såsom Min natt med Maud (1969), Claires knä (1970) och Kärlek på eftermiddagen (1972) baserade på hans egna manuskript. Han regisserade totalt 24 långfilmer fram till 2007, gjorde även en serie dokumentär- och undervisningsfilmer för tv, ett par teateruppsättningar och medverkade som skådespelare i några mindre filmroller.

## Filmografi i urval
- 1959 – I lejonets tecken (Le signe du lion)
- 1963 – La Boulangère de Monceau
- 1963 – La Carrière de Suzanne
- 1967 – La Collectionneuse
- 1969 – Min natt med Maud (Ma nuit chez Maud)
- 1970 – Claires knä (Le Genou de Claire)
- 1972 – Kärlek på eftermiddagen (L'Amour l'après-midi)
- 1976 – Markisinnan von O... (Die Marquise von O...)
- 1978 – Perceval le Gallois
- 1981 – Flygarens hustru (La Femme de l'aviateur)
- 1982 – Det fantastiska äktenskapet (Le Beau mariage)
- 1983 – Pauline på stranden (Pauline à la plage)
- 1984 – Fullmånenätter - komedier och ordspråk (Les Nuits de la pleine lune)
- 1986 – Le Rayon vert
- 1987 – 4 aventures de Reinette et Mirabelle
- 1987 – L'Ami de mon amie
- 1990 – En vårberättelse (Conte de printemps)
- 1992 – Tre män och en kärlek (Conte d'hiver)
- 1996 – En sommarsaga (Conte d'été)
- 1998 – En höstsaga (Conte d'automne)
- 2001 – L'Anglaise et le Duc
- 2004 – Triple agent